# Joshi Mizu

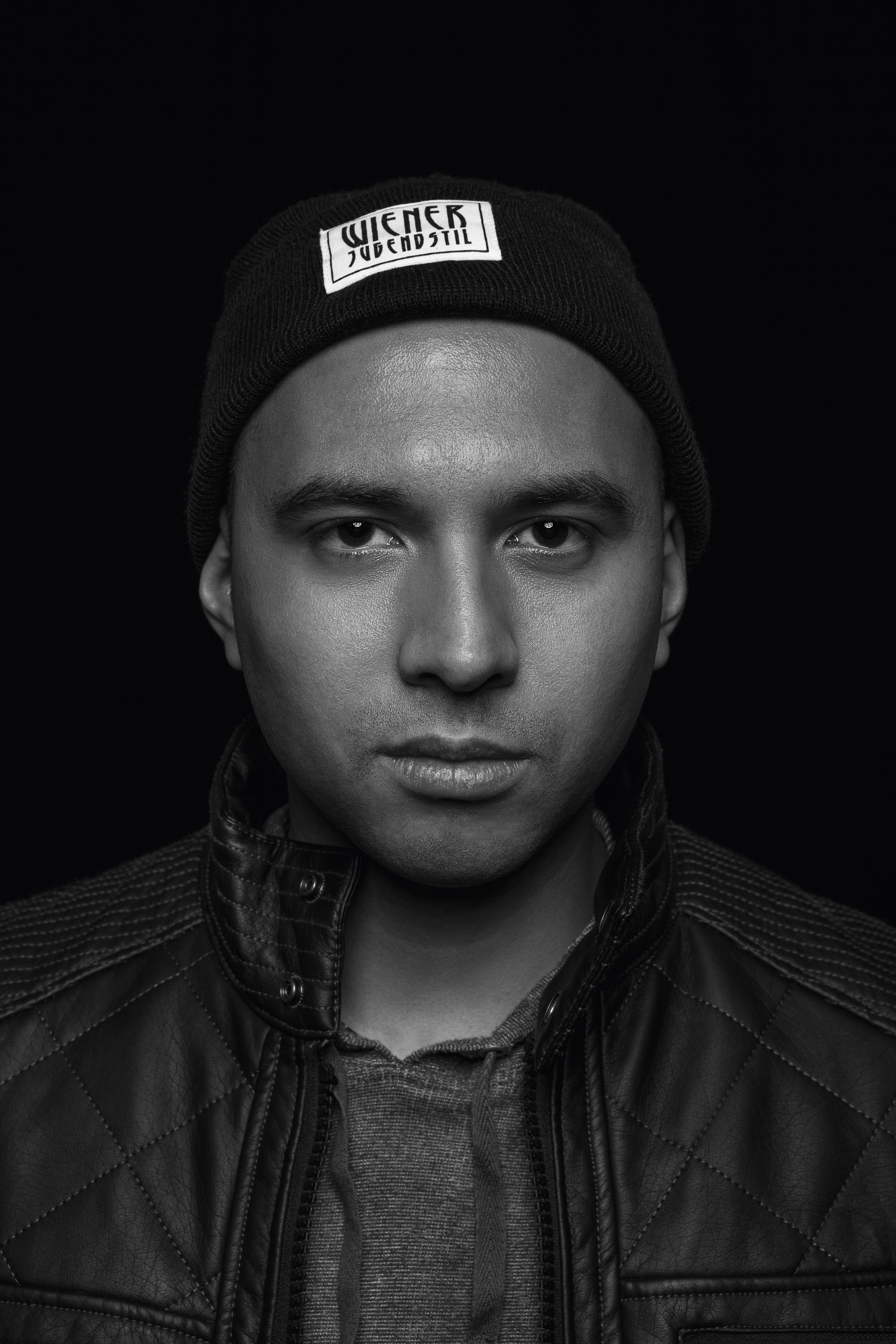
Joshi Mizu (2014)

Joshi Mizu (bürgerlich Josef Valenzuela) ist ein österreichischer Rapper aus Wien. Sein Künstlername ist eine Abwandlung des Tekken-Charakters Yoshimitsu.

## Leben
Anfang der 2000er war er Teil der Gruppe Family Bizz, die als Interpreten des Life-Ball-Songs im Jahr 2003 größere Bekanntheit fanden. Anschließend trat er in erster Linie als Toursupport für seinen guten Freund RAF Camora auf, auf dessen Alben er auch als Featuregast vertreten war.
Im November 2012 stellte Joshi Mizu sein erstes Soloprojekt, die EP Zu!Name, zum Gratisdownload bereit. Der große Ansturm auf das Werk legte den Server der Hip-Hop-Seite 16BARS lahm.
Seit Anfang 2013 steht er bei RAF Camoras Label Indipendenza unter Vertrag und veröffentlichte darüber am 19. September 2014 sein Solodebüt-Album MDMA, das Platz 37 der deutschen Charts erreichte. Sein zweites Soloalbum mit dem Namen MDMD folgte am 28. August 2015. Es stieg auf Platz 68 der offiziellen Albumcharts ein. Am 10. November 2017 erschien sein drittes Album Kaviar & Toast.

## Diskografie

### Studioalben
| Jahr | Titel           | Höchstplatzierung, Gesamtwochen, AuszeichnungChartplatzierungen (Jahr, Titel, Platzierungen, Wochen, Auszeichnungen, Anmerkungen) | Höchstplatzierung, Gesamtwochen, AuszeichnungChartplatzierungen (Jahr, Titel, Platzierungen, Wochen, Auszeichnungen, Anmerkungen) | Höchstplatzierung, Gesamtwochen, AuszeichnungChartplatzierungen (Jahr, Titel, Platzierungen, Wochen, Auszeichnungen, Anmerkungen) | Anmerkungen              |
| Jahr | Titel           | AT | DE | CH | Anmerkungen              |
| ---- | --------------- | --- | --- | --- | ------------------------ |
| 2013 | Zu!gabe         | AT61 (1 Wo.)AT | — | — |                          |
| 2014 | Zodiak          | AT4 (3 Wo.)AT | DE4 (3 Wo.)DE | CH13 (1 Wo.)CH | mit Chakuza & RAF Camora |
| 2014 | MDMA            | AT26 (1 Wo.)AT | DE37 (1 Wo.)DE | — |                          |
| 2015 | MDMD            | AT61 (1 Wo.)AT | DE68 (1 Wo.)DE | — |                          |
| 2017 | Kaviar & Toast  | — | — | — |                          |
| 2020 | Sonne und Regen | — | — | — |                          |
| 2024 | Vie             | — | — | — |                          |

### Mixtapes
- 2019: Ching Ching

### EPs
- 2012: Zu!Name (Free EP)
- 2015: 7 Tage EP
- 2021: Rise of Mizu

### Singles
| Jahr | Titel Album     | Höchstplatzierung, Gesamtwochen, AuszeichnungChartplatzierungen (Jahr, Titel, Album, Platzierungen, Wochen, Auszeichnungen, Anmerkungen) | Höchstplatzierung, Gesamtwochen, AuszeichnungChartplatzierungen (Jahr, Titel, Album, Platzierungen, Wochen, Auszeichnungen, Anmerkungen) | Höchstplatzierung, Gesamtwochen, AuszeichnungChartplatzierungen (Jahr, Titel, Album, Platzierungen, Wochen, Auszeichnungen, Anmerkungen) | Anmerkungen                                           |
| Jahr | Titel Album     | DE | AT | CH | Anmerkungen                                           |
| ---- | --------------- | --- | --- | --- | ----------------------------------------------------- |
| 2017 | Olé Olé –       | DE36 Gold · (22 Wo.)DE | AT70 (1 Wo.)AT | — | mit Capital Bra & RAF Camora                          |
| 2018 | Fokus –         | DE70 (1 Wo.)DE | — | — | Jugglerz feat. Miami Yacine, Bausa, Nura & Joshi Mizu |
| 2019 | Skifahren –     | DE4 Platin · (26 Wo.)DE | AT3 Platin · (17 Wo.)AT | CH28 Platin · (5 Wo.)CH | The Cratez, Bausa & Maxwell feat. Joshi Mizu          |
| 2022 | Der Berg ruft – | DE50 (5 Wo.)DE | AT71 (1 Wo.)AT | — | mit Bausa & Maxwell                                   |